# Hydrovatus suturalis
Hydrovatus suturalis är en skalbaggsart som beskrevs av Bilardo och Pederzani 1978. Hydrovatus suturalis ingår i släktet Hydrovatus och familjen dykare. Inga underarter finns listade i Catalogue of Life.